# Deportivo Azogues
Deportivo Azogues – ekwadorski klub piłkarski z siedzibą w mieście Azogues.

## Osiągnięcia
- Torneo Zonal Segunda Categoria de Ascenso: 2005
- Torneo Nacional de Ascenso Segunda Categoria: 2005
- II liga ekwadorska (Primera Categoría Serie B): zwycięstwo w Torneo Apertura 2006

## Historia
Klub powstał 25 maja 2005 roku i gra obecnie w pierwszej lidze ekwadorskiej (Serie A).